# 阿弥岭站
阿弥岭站位于中华人民共和国湖南省长沙市天心区城南东路与车站南路交叉口西南侧地下，是长沙地铁3号线的地铁车站，2020年6月28日开通运营。

## 车站周边
- 车站南路
- 桂花树小学
- 城南路口